# Icekiid
Icekiid (* 7. November 1996 in Kopenhagen; bürgerlich Jermyn Creppy)  ist ein dänischer Rapper.

## Karriere
Im Alter von 11 Jahren begann er, mit den Jugendlichen aus seinem Bekanntenkreis Musik zu machen. Dabei ließ er sich von Künstlern wie 50 Cent und Snoop Dogg beeinflussen. Anfang der 2010er Jahre begann er, erste Musik auf YouTube hochzuladen. Dadurch wurde das Lavel Cannibal Records auf ihn aufmerksam, welches ihn unter Vertrag nahm.
Mit seiner Single ErruDumEllaHvad schaffte er es 2020 erstmals auf Platz eins der dänischen Charts. Im Juni 2022 erschien sein Debütalbum Ingen roser uden torne, mit welchem er Platz drei erreichte.

## Diskografie

### Studioalben
| Jahr | Titel                  | Höchstplatzierung, Gesamtwochen, AuszeichnungChartsChartplatzierungen (Jahr, Titel, Platzierungen, Wochen, Auszeichnungen, Anmerkungen) | Anmerkungen                        |
| Jahr | Titel                  | DK | Anmerkungen                        |
| ---- | ---------------------- | --- | ---------------------------------- |
| 2022 | Ingen roser uden torne | DK3 Gold · (13 Wo.)DK | Erstveröffentlichung: 3. Juni 2022 |

### EPs
| Jahr | Titel           | Höchstplatzierung, Gesamtwochen, AuszeichnungChartsChartplatzierungen (Jahr, Titel, Platzierungen, Wochen, Auszeichnungen, Anmerkungen) | Anmerkungen                                      |
| Jahr | Titel           | DK | Anmerkungen                                      |
| ---- | --------------- | --- | ------------------------------------------------ |
| 2019 | $tamina Szn     | DK8 Gold · (7 Wo.)DK | Erstveröffentlichung: 3. Mai 2019                |
| 2020 | 72 timer        | DK7 Gold · (5 Wo.)DK | Erstveröffentlichung: 13. November 2020 mit Kesi |
| 2024 | Afro Dansker II | DK5 (6 Wo.)DK | Erstveröffentlichung: 26. April 2024             |

Weitere EPs
- 2016: Afro Dansker

### Singles als Leadmusiker
| Jahr | Titel Album                    | Höchstplatzierung, Gesamtwochen, AuszeichnungChartsChartplatzierungen (Jahr, Titel, Album, Platzierungen, Wochen, Auszeichnungen, Anmerkungen) | Anmerkungen                                            |
| Jahr | Titel Album                    | DK | Anmerkungen                                            |
| --- | ------------------------------ | --- | ------------------------------------------------------ |
| 2018 | Kamehameha $tamina Szn         | DK35 Gold · (1 Wo.)DK | Erstveröffentlichung: 28. September 2018               |
| 2019 | Stamina $tamina Szn            | DK28 Gold · (1 Wo.)DK | Erstveröffentlichung: 15. März 2019                    |
| 2019 | Cinderella –                   | DK32 (2 Wo.)DK | Erstveröffentlichung: 11. Oktober 2019                 |
| 2020 | ErruDumEllaHvad –              | DK1 ×4Vierfachplatin · (37 Wo.)DK | Erstveröffentlichung: 11. Juni 2020                    |
| 2020 | Trylleri –                     | DK33 (1 Wo.)DK | Erstveröffentlichung: 18. September 2020 mit Dani M    |
| 2021 | No wahala –                    | DK27 (1 Wo.)DK | Erstveröffentlichung: 5. März 2021                     |
| 2021 | Ingen over –                   | DK11 Platin · (12 Wo.)DK | Erstveröffentlichung: 9. April 2021                    |
| 2021 | No Warning –                   | DK11 Platin · (11 Wo.)DK | Erstveröffentlichung: 18. Juni 2021 mit Branco         |
| 2021 | Bagateller –                   | DK21 Platin · (2 Wo.)DK | Erstveröffentlichung: 8. Oktober 2021                  |
| 2022 | Kolo Ingen roser uden torne    | DK32 Gold · (1 Wo.)DK | Erstveröffentlichung: 11. März 2022                    |
| 2022 | Drippy Ingen roser uden torne  | DK11 Platin · (8 Wo.)DK | Erstveröffentlichung: 6. Mai 2022                      |
| 2022 | Guantanamo –                   | DK14 Gold · (2 Wo.)DK | Erstveröffentlichung: 11. November 2022 mit Outlandish |
| 2022 | Chopmoney –                    | DK34 (2 Wo.)DK | Erstveröffentlichung: 30. Dezember 2022 mit Branco     |
| 2023 | Jumeirah –                     | DK2 Platin · (25 Wo.)DK | Erstveröffentlichung: 12. Mai 2023 mit Artigeardit     |
| 2023 | Je ka jo –                     | DK6 Platin · (9 Wo.)DK | Erstveröffentlichung: 29. September 2023               |
| 2024 | Balaclava –                    | DK22 Gold · (3 Wo.)DK | Erstveröffentlichung: 1. März 2024                     |
| 2024 | Dark Room –                    | DK1 ×2Doppelplatin · (29 Wo.)DK | Erstveröffentlichung: 24. Mai 2024 mit Tobias Rahim    |
| 2024 | 4 Life –                       | DK5 Gold · (9 Wo.)DK | Erstveröffentlichung: 6. September 2024 mit Gobs       |
| 2025 | Katte –                        | DK40 (1 Wo.)DK | Erstveröffentlichung: 27. Juni 2025 feat. Artigeardit  |
| Folgende Lieder erschienen nicht als Single, wurden aber durch das Album zum Download und Streaming bereitgestellt und konnten somit eine Platzierung erlangen: |                                | |                                                        |
| |                                | |                                                        |
| 2019 | Øjne på mig $tamina Szn        | DK14 Platin · (6 Wo.)DK | feat. Kesi                                             |
| 2020 | Daggerin’ Tour                 | DK33 Gold · (1 Wo.)DK | mit Lamin                                              |
| 2020 | Cardio 72 timer                | DK14 Gold · (1 Wo.)DK | mit Kesi                                               |
| 2020 | Get The Bag 72 timer           | DK21 (1 Wo.)DK | mit Kesi                                               |
| 2020 | Baby 72 timer                  | DK34 (1 Wo.)DK | mit Kesi                                               |
| 2021 | Koda 10 Years                  | DK21 (1 Wo.)DK | mit Branco                                             |
| 2022 | Fifty Ingen roser uden torne   | DK26 (1 Wo.)DK |                                                        |
| 2023 | XOXO Nu hvor vi er her         | DK6 Gold · (9 Wo.)DK | mit Lamin & Artigeardit                                |
| 2024 | Cartier linser Afro Dansker II | DK13 Gold · (4 Wo.)DK | Erstveröffentlichung: 1. März 2024                     |

Weitere Singles
- 2015: Coco Chanel (DK: Gold)
- 2016: Blondiner & Brunetter (DK: ×2Doppelplatin )
- 2017: Gulddans (DK: ×2Doppelplatin )

### Singles als Gastmusiker
| Jahr | Titel Album                              | Höchstplatzierung, Gesamtwochen, AuszeichnungChartsChartplatzierungen (Jahr, Titel, Album, Platzierungen, Wochen, Auszeichnungen, Anmerkungen) | Anmerkungen                                                               |
| Jahr | Titel Album                              | DK | Anmerkungen                                                               |
| --- | ---------------------------------------- | --- | ------------------------------------------------------------------------- |
| 2018 | Helt fair –                              | DK28 Gold · (1 Wo.)DK | Erstveröffentlichung: 26. Oktober 2018 Citybois feat. Icekiid             |
| 2020 | Min bror –                               | DK3 Gold · (9 Wo.)DK | Erstveröffentlichung: 10. April 2020 Josef og Elias feat. Icekiid         |
| 2020 | Kopenhagen –                             | DK17 Platin · (7 Wo.)DK | Erstveröffentlichung: 27. November 2020 Gilli feat. Icekiid & Noah Carter |
| 2023 | Hustle & Kærlighed Tessa, Kesi & Icekiid | DK14 (3 Wo.)DK | Erstveröffentlichung: 3. März 2023 Tessa feat. Kesi & Icekiid             |
| Folgende Lieder erschienen nicht als Single, wurden aber durch das Album zum Download und Streaming bereitgestellt und konnten somit eine Platzierung erlangen: |                                          | |                                                                           |
| |                                          | |                                                                           |
| 2020 | Skriv til mig SAS                        | DK8 Gold · (2 Wo.)DK | Topgunn feat. Icekiid                                                     |
| 2020 | Baku BO4L                                | DK12 Gold · (2 Wo.)DK | Kesi feat. Icekiid                                                        |
| 2022 | Hvad skal der ske Kronisk Skeptisk       | DK7 ×2Doppelplatin · (27 Wo.)DK | Lamin feat. Icekiid                                                       |
| 2024 | Ud af hovedet Mellem himmel & jord       | DK10 Gold · (9 Wo.)DK | Gobs feat. Icekiid                                                        |
| 2025 | Kaos Godaften                            | DK40 (1 Wo.)DK | Anton Westerlin feat. Wicky & Icekiid                                     |